# 若倉雅登
若倉 雅登（わかくら まさと、1949年7月28日 - ）は、日本の医学者、眼科医。医療法人社団済安堂井上眼科病院（お茶の水）名誉院長
文芸評論家進藤純孝の長男として東京に生まれる。
日本神経眼科学会理事長、日本眼科学会評議員、Neuro-ophthalmology誌advisory panel。。
2006年には増上寺にて国際神経眼科学会を開催。
他に、心療眼科研究会共同代表世話人、メンタルケア協会評議員、NPO法人目と心の健康相談室副理事長、日本神経眼科学会相談医、眼瞼・顔面けいれん友の会顧問。

## 専門
視神経や眼位、眼球運動の異常(視神経炎、レーベル病、甲状腺眼症など)、眼瞼けいれんや抑うつによる眼の異常、化学物質過敏症、片側顔面痙攣。

## 人物・来歴
- 1968年　都立戸山高等学校卒業
- 1976年3月 北里大学医学部 卒業
- 1980年3月 北里大学大学院医学研究科博士課程修了、「ネコ視神経切断により網膜および視神経変化の形態学的研究」で医学博士。
- 1982年 北里大眼科専任講師
- 1986年 グラスゴー大学シニア研究員
- 1988年 北里大眼科 専任講師
- 1991年 北里大医学部 助教授
- 1999年 医療法人社団済安堂井上眼科病院 副院長
- 2002年 医療法人社団済安堂井上眼科病院 院長
- 2012年4月 医療法人社団済安堂井上眼科病院 名誉院長、北里大学客員教授
- 2015年12月「たけしの健康エンターテインメント!みんなの家庭の医学」出演[4]

## 略歴
1976年北里大学医学部卒、医学博士、同大学眼科学助教授を経て、1999年井上眼科病院副院長、2002年より日本最古の眼科専門病院である同院第十代院長。2012年より名誉院長。北里大学客員教授、東京大学非常勤講師を兼任。
2015年4月にNPO法人「目と心の健康相談室」を立ち上げ、副理事長に就任。専門は、神経眼科、心療眼科。予約数を制限して1人あたりの診療時間を確保する特別外来を週前半に担当し、週後半には講演・執筆活動のほか、NPO法人などのボランティア活動に取り組む。
視覚情報を伝達する眼と脳の協力関係が壊れて起こる病気を扱う「神経眼科」の第一人者。特に眼瞼けいれん治療におけるスペシャリストであり、日本神経眼科学会の診療ガイドライン編纂にも加わる。「眼は身体と心のバロメーター」として患者の精神面に着目した診療を心がけ、日本ではまだ珍しい心療眼科の創設にも携わってきた。
自著やマスメディアを通じて見落としがちな目の病気について解説する機会も多く、全国からセカンドオピニオンを求める患者が来院する。化学物質過敏症にも詳しい。

## 著書
- 『目は快適でなくてはいけない』人間と歴史社、2005年。ISBN 4890071563。
- 『目力の秘密』人間と歴史社、2008年。ISBN 9784890071715。
- 『これで解決!眼のトラブル相談室』共同通信社、2010年。ISBN 9784764106185。
- 『三流になった日本の医療』PHP研究所、2010年。ISBN 9784569776798。
- 『目の異常、そのとき』人間と歴史社、2010年。ISBN 9784890071784。
- 『健康は〈眼〉にきけ : 名医が教える眼と心のSOS』春秋社、2011年。ISBN 9784393716243。
- 『高津川 日本初の女性眼科医 右田アサ』青志社、2012年。ISBN 9784905042440。
- 『一歩手前の「老い入門」 眼と心身の健康道場』春秋社、2012年。ISBN 9784393716267。
- 『絶望からはじまる患者力 視覚障害を超えて』春秋社、2013年。ISBN 9784393716281。
- 『医者で苦労する人、しない人 心療眼科医が本音で伝える患者学』春秋社、2015年。ISBN 9784393716304。
- 『茅花流しの診療所』青志社、2016年。ISBN 9784865900248。（尾崎マサノ）[7]
- 『心療眼科医が教えるその目の不調は脳が原因』集英社新書 2019
- 『蓮花谷話譚 明治の高野山に女人医師』青志社, 2019（花谷保枝）
- 『心をラクにすると目の不調が消えていく』草思社、2022

## 共著
- 『視覚情報処理（編）』メジカルビュー社、1994年。ISBN 4895534693。
- 『アトラス視神経乳頭のみかた・考え方（ほか三名共著）』医学書院、1996年。ISBN 4260132008。
- 『神経眼科（編）』メジカルビュー社、1999年。ISBN 4895537358。
- 『神経眼科外来（編）』メジカルビュー社、1999年。ISBN 4895537099。
- 『最新の神経眼科』金原出版、柏井聡、吉田晃敏共編、2003年。ISBN 4307633059。
- 『中途視覚障害者のストレスと心理臨床』銀海舎 河野友信共編、2003年。ISBN 4901808036。
- 『目がしょぼしょぼしたら-眼瞼けいれん? 正しい理解と最新の治療法』メディカルパブリケーションズ 清澤源弘共著、2005年。ISBN 4902007045。
- 『解決!目と視覚の不定愁訴・不明愁訴』金原出版、清澤源弘、山田昌和、石郷岡純共編著、2006年。ISBN 4307351193。
- 『神経眼科をやさしく理解するための視覚と眼球運動のすべて』メジカルビュー社、三村治共編、2007年。ISBN 9784758307178。
- 『目がしょぼしょぼしたら-眼瞼けいれん? 正しい理解と最新の治療法』メディカルパブリケーションズ 清澤源弘共著、2008年。ISBN 9784902007060。
- 『解決!目と視覚の不定愁訴・不明愁訴 続』金原出版、清澤源弘、山田昌和共編著 2008
- 『眼科実践Q&A :「診療力」を鍛える114題』南江堂、稲富誠共編、2008年。ISBN 9784524242481。
- 『これで解決!眼のトラブル相談室』共同通信社 井上賢治共編、2008年。ISBN 9784764106185。
- 『実践!心療眼科(編)』銀海舎、2011年。ISBN 9784901808149。
- 『斜視手術』監修 石川均共編集 金原出版 2013[7]

## 監修
- 『眼科小手術と処置 = minor operation and treatment』金原出版 監修、宮永嘉隆、中村敏編集、2012年。ISBN 9784307351492。
- 『白内障』金原出版 監修、德田芳浩、比嘉利沙子編集、2012年。ISBN 9784307351478。
- 『斜視手術 = strabismus surgery』金原出版 監修、石川均共編集、2013年。ISBN 9784307351560。
- 『近視・角膜手術』金原出版 監修、天野史郎編集、2013年。ISBN 9784307351539。
- 『眼瞼・涙器手術』金原出版 監修、山崎守成、川本潔編集、2013年。ISBN 9784307351577。
- 『網膜硝子体手術』金原出版 監修、竹内忍、堀貞夫編集、2014年。ISBN 9784307351607。